# مقياس الاستجابة الاجتماعية
طور جون قسطانطينو وزملائه مقياس الاستجابة الاجتماعيّة. هو مقياس كمي لمؤشرات التوحد لدى الأفراد الذين تتراوح أعمارهم بين 4 و18 عامُا. وقد جرت دراسة علاقة المقياس هذا بالمشاكل السلوكية واضطراب طيف التوحد. يمكن تقييم مقياس الاستجابة الاجتماعيّة عن طريق تعبئة استمارة تحتوي على 18 سؤالًا يجيب عليه إمّا أهل الولد أم أساتذته.
تخضع لائحة الأسئلة لحماية الملكيّة لحقوق النشر.